# 藤井旭の天文年鑑
『藤井旭の天文年鑑 スターウォッチング完全ガイド』（ふじいあきらのてんもんねんかん スターウォッチングかんぜんガイド）は、天文年鑑 (誠文堂新光社) の執筆者であった藤井旭が、より初心者向けに執筆した天体の観測ガイドブックである。
執筆者は、2023年版までは藤井旭であったが、2022年末に死去したことに伴い、2024年版からは、相馬充監修となった。

## おもな項目
毎月の星空ガイド、惑星、流星群、星食、日食、月食、惑星食、接近、変光星、彗星、観測ガイドである。

## 天体名
天体名などの表記法として、オーソドックスなルールに従った方法が採用されている。
そのような主な名前としては、
- イアペトゥス (土星の衛星)
- エンケラドゥス (土星の衛星)
- ケフェイド (変光星)
- ケレス (小惑星)
- ティタン　(土星の衛星)
- デイモス (火星の衛星)
- ヒペリオン (土星の衛星)
- ヒアデス (星団)
- プレセペ (星団)
- プレヤデス (星団)
- ベスタ (小惑星)
- ユノー (小惑星)